# Ramaidaiya Bhawadi
Ramaidaiya Bhawadi (nep. रमदैया भवाडि) – gaun wikas samiti w środkowej części Nepalu w strefie Dźanakpur w dystrykcie Dhanusa. Według nepalskiego spisu powszechnego z 2011 roku liczył on 1189 gospodarstw domowych i 7066 mieszkańców (3355 kobiet i 3711 mężczyzn).